# Mark Schultz
Mark Philip Schultz (Palo Alto, 26 de octubre de 1960) es un ex–peleador de artes marciales mixtas, ex–luchador olímpico y ex–atleta estadounidense que ganó la medalla de oro en los Juegos Olímpicos de Los Ángeles 1984.
Su vida fue plasmada en la película Foxcatcher de 2014, que fue dirigida por Bennett Miller y donde Channing Tatum lo interpretó.